# Saida (Schiff)
SMS Saida war ein Rapidkreuzer (Kleiner Kreuzer) der k.u.k. Kriegsmarine. Sie war die (numerisch) zweite Einheit der verbesserten Admiral Spaun – oder Helgoland-Klasse und das dritte Schiff, das nach einem Gefecht bei Saida benannt war, das während der Orientkrise von 1840 stattgefunden hatte. Die Saida diente im Ersten Weltkrieg und anschließend unter dem Namen Venezia in der Marine Italiens, bevor sie 1937 abgewrackt wurde.

## Baugeschichte
Baugleich mit dem Typschiff Helgoland legte man die Saida am 9. September 1911 bei der Cantiere Navale Triestino in Monfalcone auf Kiel. Die Kiellegung des Anfangs als "Kreuzer G" bezeichneten Rumpfes fand in feierlicher Weise im Rahmen des Stapellaufes des Transatlantikliners Kaiser Franz Joseph I. statt. Dabei Anwesend war Erzherzogin Maria Josepha sowie Marinekommandant Rudolf Montecuccoli, der Fürsterzbischof von Görz, Frantisek Sedej, segnete den Kiel des neuen Schiffes.
Der Stapellauf erfolgte am 26. Oktober 1912 und die Indienststellung am 1. August 1914. Obwohl der Kiel der Saida sechs Wochen vor dem der Helgoland gelegt worden war, galt sie nicht als das Typschiff, da man die Baugenehmigung für die Helgoland als erste erteilt hatte.

## Einsätze
- Von der Indienststellung bis Mai 1915 nicht einsatzfähig wegen Problemen mit der Maschinenanlage.
- 23. Mai 1915: Vorstoß mit der gesamten k.u.k. Flotte zur italienischen Ostküste. Beschießung von Porto Corsini
- 17. August 1915: Im Verband mit Helgoland Beschießung der Insel Pelagosa.
- 22./23. November 1915: Im Verband mit Helgoland Aufklärung in der Straße von Otranto
- 5./6. Dezember 1915: Im Verband mit Helgoland Aufklärung in der Straße von Otranto
- 14./15. Mai 1917: Im Verband mit Novara und Helgoland Angriff auf die Sicherungsfahrzeuge der Otranto-Sperre. Dabei werden sechs Netztrawler versenkt. Auf dem Rückweg Seegefecht mit den britischen Kreuzern Bristol und Dartmouth, dem italienischen Kreuzer Marsala sowie italienischen Zerstörern. Die nach Kesselraumtreffer bewegungsunfähige  Novara in Schlepp genommen und nach Cattaro eingebracht. (Eigene Verluste: nach 3 Treffern, drei Mann verwundet.)
- Danach Reparatur in Pola
- 9. Juni 1918: In der Bucht von Cattaro wird ein Verband von zwei Kreuzern, Admiral Spaun und Saida, sowie drei Torpedobooten als Angriffsgruppe B zusammengestellt. Ziel ist die Otranto-Sperre. Wegen der zwischenzeitlichen Versenkung des Schlachtschiffes Szent István wird das Unternehmen abgeblasen.
- im Oktober 1918 liegt das Schiff in Pola und wird bei Kriegsende von den Italienern vereinnahmt.

## Verbleib
Ende Januar 1920 wurde das Schiff von der alliierten Marinedelegation Italien zugesprochen. Am 19. September 1920 wurde es als Venezia in die italienische Marine eingereiht. Vom 4. Juli 1930 bis zum 16. März 1935 lag das Schiff deaktiviert in Genua. Danach wurde es bis zum 11. März 1937 in Genua als Wohnschiff verwendet und dann zur Verschrottung verkauft.

## Technische Daten
- Wasserverdrängung: 3444,88 ts / 3946,85ts max
- Länge: 129,65 m
- Breite: 12,77 m
- Tiefgang: 4,95 m
- Antrieb: 16 Yarrow Wasserrohr-Kessel, zwei Melms-Pfenninger Turbinen – zwei Schrauben
- Leistung: 29000 WPS
- Höchstgeschwindigkeit: 27 Knoten
- Bewaffnung: 9 × 10 cm L/50 K/10 Kanonen von Škoda – 6 × 53,3 cm Überwasser-Torpedorohre in Zwillingssätzen
- Panzerung: Gürtel – 60 mm, Deck – 20 mm, Schutzschilde – 40 mm, Kommandobrücke – 50 mm
- Besatzung: 350 Mann
- Anmerkung:

Der Authentizität wegen werden die Ortsnamen in der Schreibweise der k.u.k. Kriegsmarine aufgeführt. Die Verlinkungen verweisen auf die heutigen Gegebenheiten.